# DJ K-hole
K-hole（ケーホール）は、東京都、ロンドンを拠点に活動する、インダストリアル/ハードテクノ/シュランツ 音楽プロデューサー、DJ、Live PA。東京都出身。
当初はハードコアパンクバンド等で活動していたが、1999年より、ロンドンアンダーグラウンド"Squat Party"にてDJのキャリアをスタートさせ、ロンドンを拠点に活動を開始。
日本では"MASS","Blaster"などでレギュラーを務め、 2006年よりリトアニア人クリエイター、Noizbar(Raimond Kozrovskij)らとUK初のHard Techno/Schranz系レーベル"DataBlender"を立ち上げ、Jason 
Little,Richie Gee,Leo Laker,FL-X,Acid Fluxなどのトラックのリリースを手掛けるかたわら、自らも作曲し、Sounds Diabolic RecordsからリリースされたEP"Destruction of Civilization"を皮切りに、ヨーロッパのレーベルから数多くのEPをリリースしている。

## 音楽的特徴
ハードロック、ヘビーメタル、ハードコアパンク等に強い影響を受けている為、楽曲の多くにその手法、サンプリング等を数多く取り入れている為、
それらからの影響がうかがえる。
楽曲のテーマとなっているのは「死」「恐怖」「破壊」等がテーマとなっている為、ナイン・インチ・ネイルズ等のインダストリアルからも影響を受けていると考えられる。